# Поствил (Ајова)
Поствил (енгл. Postville) град је у америчкој савезној држави Ајова. По попису становништва из 2010. у њему је живело 2.227 становника.

## Демографија
Према попису становништва из 2010. у граду је живело 2.227 становника, што је -46 (-2.0%) становника више него 2000. године.
| Група             | 2000.         | 2010.         |
| Белци             | 1.749 (76,9%) | 1.354 (60,8%) |
| Афроамериканци    | 0 (0,0%)      | 99 (4,4%)     |
| Азијати           | 16 (0,7%)     | 22 (1,0%)     |
| Хиспаноамериканци | 469 (20,6%)   | 713 (32,0%)   |
| Укупно            | 2.273         | 2.227         |